# Jihokorejský won

Vývoj kursu jihokorejského wonu vůči americkému dolaru

Jihokorejský won (symbol ₩) je měnová jednotka Korejské republiky, vydává ji Korejská banka. Dělí se na 100 čchonů, ty se však v praxi nepoužívají a slouží jen k přepočtu cizích měn. Kurz v lednu 2022 byl 100 wonů za 1,8 českých korun. Meziroční míra inflace byla v Korejské republice v roce 2016 1,3 procenta.

## Historie
Název pochází z výrazu won, který znamená kruhový, stejného etymologického původu je i čínský jüan a japonský jen. Měna byla zavedena roku 1902, po japonské okupaci ji nahradil jen, v Koreji však měly bankovky odlišné motivy. V roce 1945 byl v jižní části rozděleného poloostrova znovu zaveden Won, který v důsledku války trpěl vysokou inflací, proto byla v roce 1953 zavedena nová měna, jihokorejský hwan. V červnu 1962 se Jižní Korea zase vrátila k wonu, který se vyměňoval za deset hwanů. Původně obíhaly obě měny, hwan byl definitivně zrušen roku 1975. V roce 1997 byla podepsána dohoda s Mezinárodním měnovým fondem, po níž se won stal volně směnitelnou měnou.

## Mince a bankovky

### Mince (platné od 2006)
- 10 wonů: pagoda Dabotap
- 50 wonů: rýže
- 100 wonů: I Sun-sin
- 500 wonů: jeřáb mandžuský

### Bankovky (platné od 2006)
- 1000 wonů: Yi Hwang
- 5000 wonů: Yi I
- 10 000 wonů: Sedžong Veliký
- 50 000 wonů: Sin Saimdang